# SPP Politique scientifique
 (février 2025).
Si vous disposez d'ouvrages ou d'articles de référence ou si vous connaissez des sites web de qualité traitant du thème abordé ici, merci de compléter l'article en donnant les références utiles à sa vérifiabilité et en les liant à la section « Notes et références ».
Le Service public fédéral de programmation Politique scientifique (en néerlandais : Programmatorische Federale Overheidsdienst Wetenschapsbeleid) ou la Politique scientifique fédérale ou BELSPO est un organisme gouvernemental belge responsable de la coordination des politiques scientifiques au niveau fédéral, qui définit et met en œuvre les programmes et réseaux de recherche et gère la participation de la Belgique dans les organisations de recherche européennes et internationales.

## Histoire
- Si vous ne connaissez pas le sujet, laissez ce bandeau (vous pouvez alors contacter les auteurs).
- Si vous supprimez le contenu mis en cause (vous pouvez préalablement contacter les auteurs),

argumentez précisément cette suppression dans la page de discussion
(un manque de référence n'est pas un argument ; une recherche réelle de référence doit avoir été effectuée, être formellement documentée).
En 1959 ont été créées des structures de coordination politique et administrative des politiques scientifiques belges, parmi lesquelles la Commission interministérielle de la Politique scientifique et le Conseil national de la Politique scientifique. En 1968, création du poste de ministre de la Politique scientifique. Les Services de programmation de la Politique scientifique (SPPS) sont érigés en administration de l'État.
1994 :
- Intégration dans les SPPS des cellules chargées des matières restées nationales au ministère de l'Éducation nationale et au Ministerie van Onderwijs, de l'Administration des Affaires communautaires et des Établissements scientifiques de l'État et du Service national des Congrès. La nouvelle entité fusionnée porte le nom de Services fédéraux des affaires scientifiques, techniques et culturelles (SSTC).

2002 :
- La Politique scientifique relève de nouveaux défis, qu’ils soient humains, techniques, financiers, ensemble ou séparément, toujours dans l’esprit de son leitmotiv au service du pays, de ses communautés et de ses régions, au profit du citoyen, du chercheur et du décideur.
- Transformation des SSTC en Service public de programmation Politique scientifique.

Belspo gère des programmes de recherche tels que le développement durable, des programmes multidisciplinaires comme la biodiversité et les micro-organismes, les sciences sociales, la santé, les changements climatiques, l’énergie, la société de l’information, etc.
Une attention particulière est également portée aux domaines de l’espace, de l’aérospatial et de la biotechnologie et à la recherche en Antarctique.
- Recherches et applications[3]
- Applications aérospatiales[4]
- Coopération internationales et coordination[5]

Le département du SPP Politique scientifique, fort de ses quelque 2 800 collaborateurs, apporte une contribution à la rencontre des objectifs suivants : contribuer aux progrès vers l’objectif de Barcelone (consacrer 3 % du PIB à la recherche et au développement), participer à la création d’emplois et au bien-être par l’innovation, optimaliser le fonctionnement de l’espace belge de la recherche, lutter contre les changements climatiques, etc.
Dix établissements scientifiques fédéraux relèvent du département. Ils abritent également des collections artistiques et historiques qui suscitent l'intérêt de plus de 1,2 million de visiteurs par an.
- Archives de l'État
- Bibliothèque royale de Belgique
- Institut royal d'Aéronomie Spatiale de Belgique
- Institut royal météorologique de Belgique
- Musée royal de l'Afrique centrale
- Musées royaux d'art et d'histoire de Bruxelles
- Musées royaux des beaux-arts de Belgique
- Institut royal des Sciences naturelles de Belgique
- Observatoire royal de Belgique et Planétarium
- Institut royal du Patrimoine artistique

BELNET, le réseau national belge de la recherche, fournit des services internet à haute vitesse aux universités, hautes écoles, centres de recherche et services publics belges. Le SIST complète le dispositif en offrant un service de courtage d’informations à la communauté scientifique, au monde économique et social et aux administrations publiques.
La Politique scientifique fédérale, c’est aussi un réseau comportant l'Academia Belgica à Rome, la Fondation Biermans-Lapôtre à Paris, le Junfraujoch dans les Alpes, l’Académie royale des sciences d'outre-mer, la fondation privée Cinémathèque royale de Belgique, l'Euro Space Center ou l’Institut Von Karman.
Chaque année, le SPP Politique scientifique octroie des subsides représentant la contribution de la Belgique à diverses institutions, publiques ou privées, belges ou étrangères liées à la culture.

## Publications
le SPP Politique scientifique publie cinq fois par an le magazine gratuit Science Connection qui porte un regard sur l’actualité scientifique, sous toutes ses facettes. Elle édite également un bulletin d’information qui propose de brèves informations qui n’ont pas trouvé place dans le Science Connection.
Belspo publie également des rapports finaux des programmes de recherche qu’il a financés.